# Paul Scherrer (Politiker)

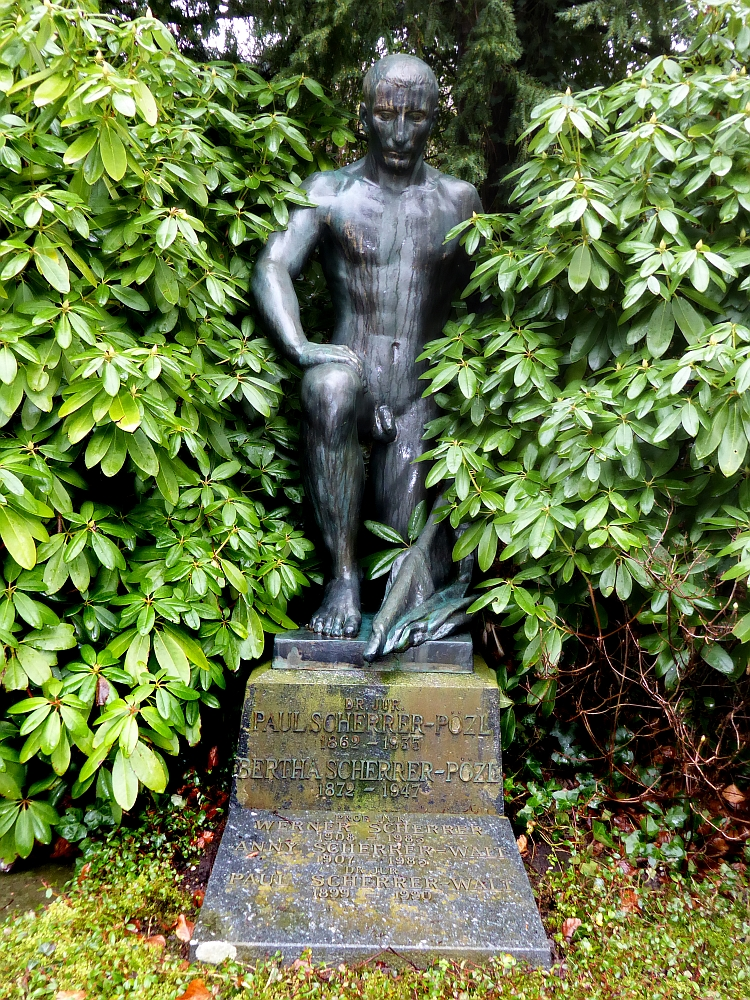
Familiengrab auf dem Friedhof am Hörnli, Riehen, Basel-Stadt

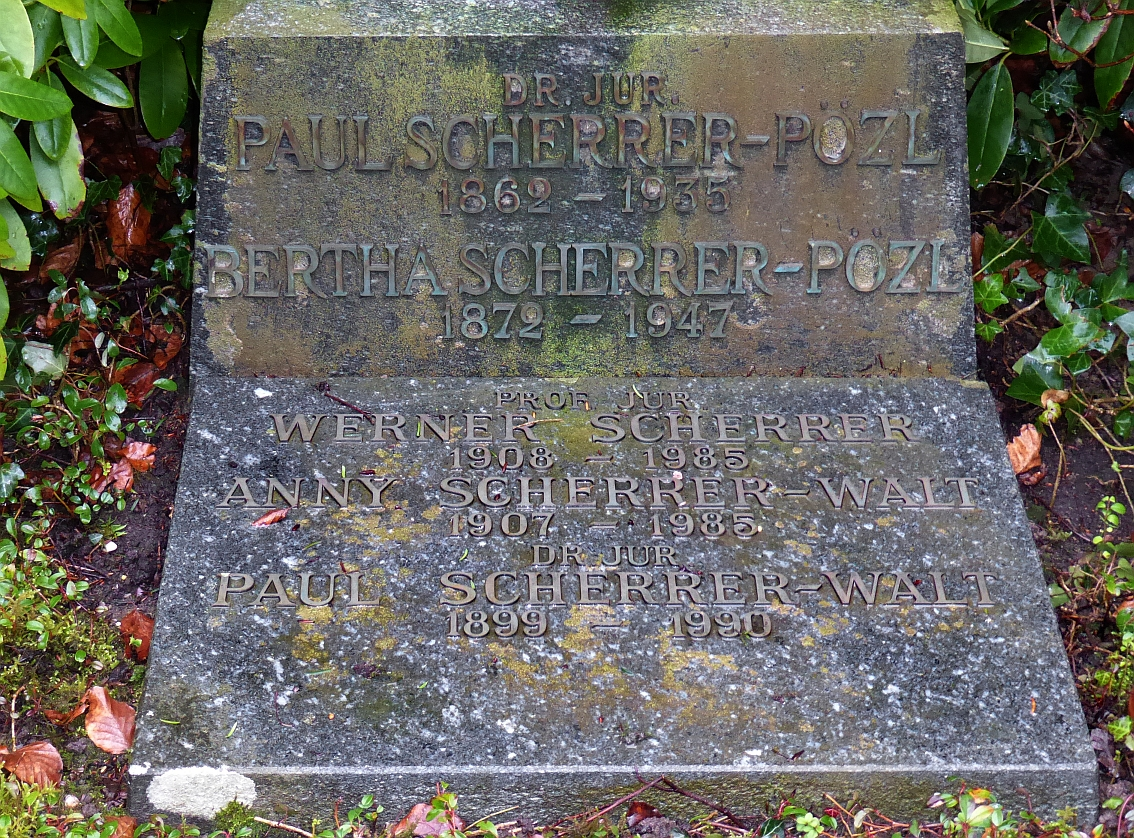
Grab auf dem Friedhof am Hörnli, Riehen, Basel-Stadt

Paul Scherrer (* 20. April 1862 in Sedel, Münchwilen TG; † 10. März 1935 in Basel) war ein Schweizer Politiker. 

## Biografie
Paul Scherrer, Sohn eines Kleinbauern und Wirts, studierte Rechtswissenschaft in München und Basel. Nach seiner Promotion 1884 wirkte er als Anwalt und Notar in Basel, wo er 1895 auch das Bürgerrecht erwarb. Ab 1897 führte er eine eigene Anwaltskanzlei. Neben seiner beruflichen Tätigkeit war Scherrer, der dem rechten Flügel der Freisinnig-Demokratischen Partei (FDP) angehörte, auch politisch aktiv. Er war von 1887 bis 1908 Mitglied des Grossen Rats, den er dreimal (1894, 1896 und 1906) präsidierte. Von 1896 bis 1919 vertrat er den Kanton Basel-Stadt im Ständerat und war 1907 dessen Präsident. Als langjähriges Mitglied des Zentralvorstands der FDP gehörte er bis zu seinem Rückzug aus der Politik 1919 zu den führenden Parteiexponenten.
Paul Scherrer war Mitbegründer der „Internationalen Vereinigung für gesetzlichen Arbeiterschutz“ auf der Internationalen Arbeiterschutzkonferenz von Paris 1900. Er war daran beteiligt, den Sitz der Internationalen Vereinigung (seit 1900) und ihres Internationalen Arbeitsamts (seit 1901) in Basel zu ermöglichen.
In späteren Jahren war Scherrer führendes Verwaltungsratsmitglied grosser Industrien (Ciba, Feldschlösschen und andere).
Paul Scherrer fand seine letzte Ruhestätte auf dem Friedhof am Hörnli. Die Grabskulptur schuf August Suter.